# سردرد خوشه‌ای
سردرد خوشه‌ای (cluster headache) یک بیماری عصبی است که در آن سردردهای راجعه در یک طرف سر رخ می‌دهد. درد معمولاً در اطراف چشم است. معمولاً علائم همراهی مانند اشک ریزش، گرفتگی بینی یا تورم اطراف چشم هم دیده می‌شوند. حملات بیماری معمولاً حدود ۱۵ دقیقه تا ۳ ساعت طول می‌کشند. حملات معمولاً مدل خوشه ای دارند به این معنا که در مدت چند هفته یا چند ماه حملات متعددی رخ می‌دهد و سپس بیماری تا زمان رسیدن خوشه بعدی خاموش می‌شود.

## تشخیص
سردرد خوشه ای دارای نوع خاصی از درد و الگوی حمله‌ها است. تشخیص براساس توصیف شما از حمله‌ها ازجمله دردتان، محل و شدت سردردهایتان و علائم مرتبط با آن انجام می‌شود.
اینکه سردردهای شما هر چند وقت یک‌بار اتفاق می‌افتند و چه مدت طول می‌کشند نیز از عوامل مهم در تشخیص هستند. پزشک با استفاده از روش‌های خاصی سعی می‌کند نوع و علت سردرد شما را مشخص کند.

### ۱. معاینهٔ عصبی
معاینهٔ عصبی ممکن است به پزشک‌تان کمک کند که علائم فیزیکی سردرد خوشه ای را شناسایی کند. پزشک از یک‌سری روش‌ها برای ارزیابی عملکرد مغز شما استفاده می‌کند، ازجمله تست‌کردن حس‌ها، واکنش‌ها و اعصاب.

### ۲. آزمایش‌های تصویربرداری
اگر سردردهای غیرطبیعی یا پیچیده داشته باشید یا نتایج معاینهٔ عصبی شما غیرعادی باشد، معمولاً پزشک برای ردکردن احتمال سایر علل جدی سردرد مانند تومور یا آنوریسم، انجام آزمایش‌های دیگری را توصیه کند. تست‌های تصویربرداری متداول از مغز عبارتند از:
- سی‌تی‌اسکن: این روش از یک‌سری اشعهٔ ایکس برای ایجاد تصاویر مقطعی دقیق از مغز شما استفاده می‌کند؛
- MRI: این روش از یک میدان مغناطیسی قوی و امواج رادیویی برای ایجاد تصاویر دقیق از مغز و رگ‌های خونی شما استفاده می‌کند.[۱]

## علایم شایع
1. شروع ناگهانی سردرد، غالباً در شب و به هنگام خواب
2. سردرد در عرض ۱۵ دقیقه به اوج خود می‌رسد و حدود ۲ ساعت طول می‌کشد.
3. درد در یک طرف و اطراف چشم احساس می‌شود.
4. درد شدید، به داخل فرو رونده، یا اذیت کننده
5. قرمزی چشم و وجود اشک در ناحیه ای که درد حس می‌شود.
6. گرفتگی در ناحیه درد یا آبریزش بینی
7. حالت تهوع
8. درد به صورت ضربان دار و یکطرفه است

## علل
علت واقعی آن ناشناخته‌است. البته شواهدی وجود دارد مبنی بر این که یک نوع اختلال عصبی در ضرباهنگ شبانه‌روزی (ساعت بیولوژیک) بدن ممکن است به بروز سردرد خوشه‌ای کمک کند.

## پیشگیری
به دلیل این که علت دقیق این نوع سردرد ناشناخته‌است، راه خاصی برای پیشگیری از اولین حمله وجود ندارد.

## داروها
استفاده از داروی سوماتریپتان به‌صورت تزریق زیر پوستی ممکن است در هنگام حمله حاد سردرد کمک‌کننده باشد. دستورالعمل تجویز این دارو را به دقت به کار بندید.
در برخی موارد دیده شده که استنشاق اکسیژن خالص به مدت ۱۵ دقیقه می‌تواند باعث فروکش درد شود.
در طب سنتی استفاده از ترکیب عسل و سیاه دانه برای کنترل حملات سردرد توصیه شده‌است.

## همه گیرشناسی
- از هر هزار نفر یک نفر از سردرد خوشه ای رنج می‌برد.
- بیماری ای طولانی مدت است و گاهی تا آخر عمر باقی می‌ماند.
- در مردان شایع تر است.
- معمولاً بین سنین ۲۰ تا ۴۰ سالگی آغاز می‌شود.
- آسیب مغزی، کشیدن سیگار و نوشیدن الکل احتمال ابتلا به بیماری را بالا می‌برند.
- در ایالات متحده آمریکا حدود یک میلیون نفر به این بیماری مبتلا هستند[۴]

## نگارخانه

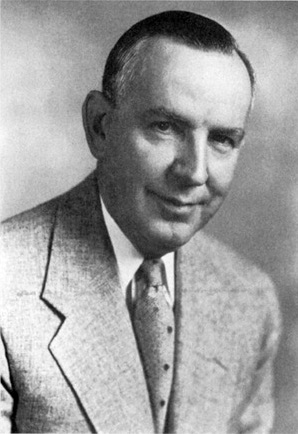

هورتون

## برای مطالعهٔ بیشتر
میگرن
حمله عصبی